# María Stagnero de Munar

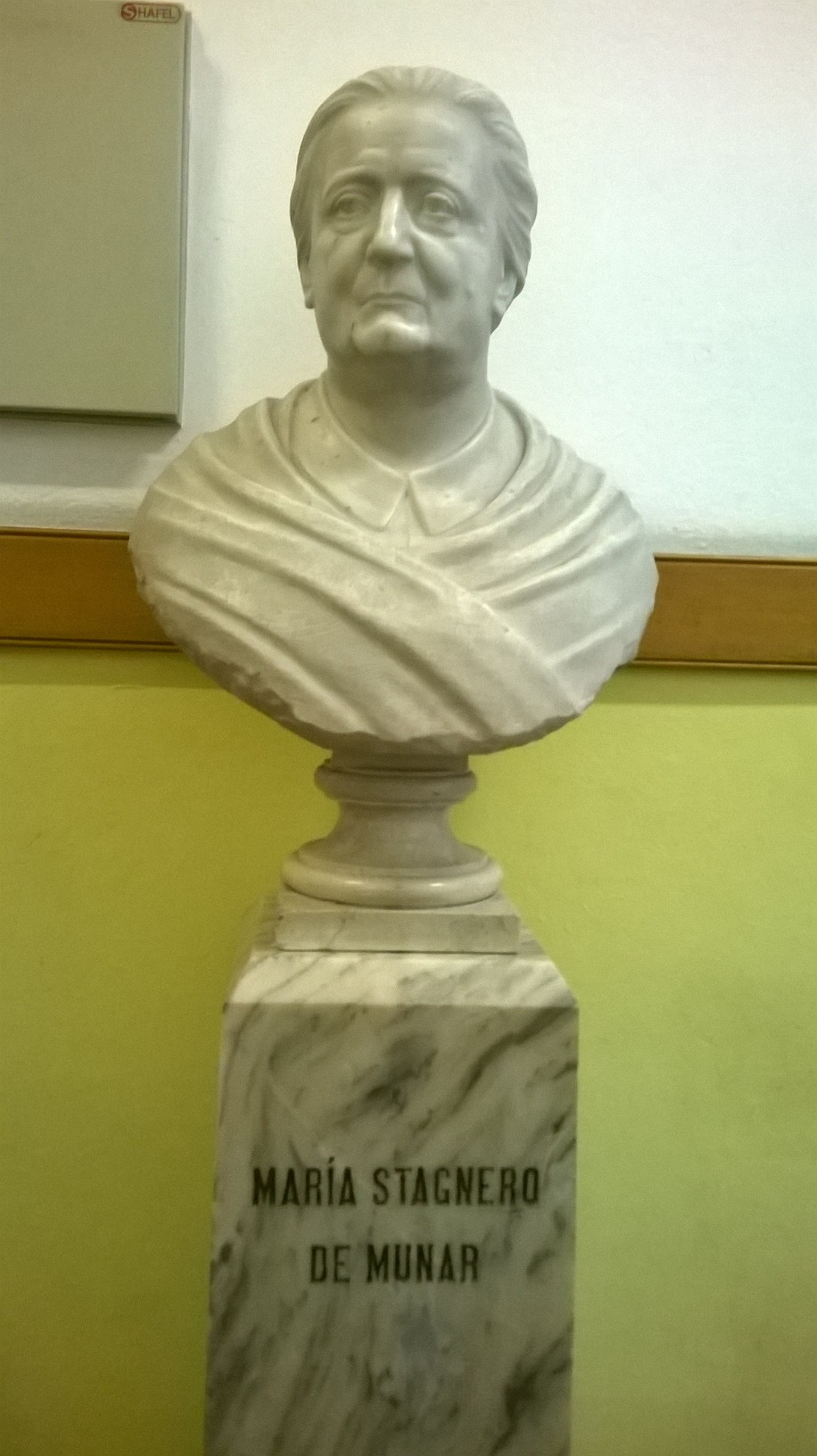
Bức tượng kỷ niệm của María Stagnero de Munar

María Stagnero de Munar (1856-1922) là một nữ giáo viên và nhà nữ quyền tự do người Uruguay. Cô là một người tiên phong trong cải cách hệ thống trường học ở Uruguay vào những năm 1880, thành lập trường đại học đào tạo giáo viên nữ đầu tiên của đất nước này với tên Instituto Normal de Señoritas. Năm 1916, cùng với các học sinh cũ của mình, cô đã thành lập Hội đồng Phụ nữ Quốc gia của Uruguay.

## Tiểu sử
Sinh ra ở Montevideo năm 1856, Stagnero được nuôi dưỡng trong một gia đình có nguồn lực hạn chế. Kết quả là, cô đã không bắt đầu giáo dục chính thức ở trường cho đến khi 12 tuổi, nhưng nhờ sự siêng năng của mình, cô đã trúng tuyển bốn năm sau đó. Năm 1872, cô đảm nhận vị trí trợ lý tình nhân. Năm 1874, cô đã vượt qua các kỳ thi cho phép cô làm việc như một giáo viên tiểu học có trình độ đầy đủ.
Năm 1878, sau khi tham gia các lớp học buổi tối bổ sung, cô được chỉ định tham gia một khóa học về ngữ pháp và sáng tác tại Sociedad de Amigos de la Educación Popular, theo bước chân của chính trị gia và nhà giáo dục có ảnh hưởng Jose Pedro Varela vừa qua đời. Cô là người phụ nữ duy nhất giảng dạy tại tổ chức này.
Năm 1882, cô thành lập và lãnh đạo cái ban đầu được gọi là Internado Normal de Señoritas, một trường cao đẳng đào tạo giáo viên nữ. Trường bao gồm 15 nữ sinh viên đến từ các tỉnh của Uruguay, tất cả đều là nội trú. Năm 1898, sau khi các yêu cầu nội trú được dỡ bỏ, nó được đổi tên thành Instituto Normal de Señoritas vào năm 1912, để vinh danh Stagnero, nó được đặt tên là Acaduto Normal María Stagnero de Munar. Cô vẫn là hiệu trưởng cho đến năm 1912. Khi nghỉ hưu, cô nhận được danh hiệu Benemerita và được làm Hiệu trưởng danh dự của Normal Institute for Girls.